# Darren Aronofsky
Darren Aronofsky (New York, New York, 12. veljače 1969.) je američki filmski redatelj, scenarist i producent

## Filmografija

### Filmovi (kao redatelj)
- 1998.	Pi
- 2000. Rekvijem za snove (Requiem for a Dream)
- 2006. Fontana života (The Fountain)
- 2008. Hrvač (The Wrestler)
- 2010. Crni labud (Black Swan)

## Vanjske poveznice
- Darren Aronofsky u internetskoj bazi filmova IMDb-u (engl.)